# Golda Rosheuvel
Golda Rosheuvel (nacida el 1 de enero de 1970) es una actriz y cantante guyanesa-británica. Es conocida por su trabajo teatral y una serie de papeles en pantalla, sobre todo por su interpretación de la reina Carlota en la serie Bridgerton de Netflix.

## Primeros años
Rosheuvel nació en Guyana de padre guyanés y madre inglesa. Ella tiene un hermano. Se mudó a Inglaterra cuando tenía cinco años.

## Carrera
Los créditos teatrales de Rosheuvel incluyen Porgy y Bess, Macbeth, Cuento de invierno, Romeo y Julieta, Angels in America, Bad Girls: The Musical y Jesus Christ Superstar. En 2018, Rosheuvel interpretó a una Otelo lesbiana en Otelo.
En 2019, Rosheuvel fue elegida para interpretar a la reina Charlotte en el drama de época de Netflix Los Bridgerton, producido por Shonda Rhimes. La serie se estrenó el 25 de diciembre de 2020 con reseñas positivas entre los críticos.

## Vida personal
Rosheuvel es una mujer lesbiana. Su pareja es la escritora Shireen Mula. Es patrocinadora de An Tobar and Mull Theatre, un centro creativo de múltiples formas de arte en la isla de Mull, en las Hébridas.

## Filmografía
Cine
| Año                | Título       | Papel         | Notas |
| ------------------ | ------------ | ------------- | ----- |
| 2001               | Lava         | Warden        |       |
| 2016               | Lady Macbeth | Agnes         |       |
| 2021               | Dune         | Shadout Mapes |       |
| (Fuente: IMDb.com) |              |               |       |

Televisión
| Año                | Título                              | Papel                                  | Notas                                                                 |
| ------------------ | ----------------------------------- | -------------------------------------- | --------------------------------------------------------------------- |
| 2012               | Mr. Stink                           | Camarera                               | Telefilme                                                             |
| 2014               | Rev.                                | Hostel Worker                          | Episodio: "3.4"                                                       |
| 2015               | EastEnders                          | Midwife Jenni                          |                                                                       |
| 2015               | I Live with Models                  | Fotógrafa                              | Episodio: "The Suit"                                                  |
| 2019               | Silent Witness                      | Lyndsey Morrison                       | Estrella invitada, episodios: "Betrayal: Part 1" y "Betrayal: Part 2" |
| 2020               | Death in Paradise                   | Alice Joyce                            | Estrella invitada                                                     |
| 2020–presente      | Bridgerton                          | Reina Carlota de Mecklemburgo-Strelitz | Papel protagonista                                                    |
| 2023               | Queen Charlotte: A Bridgerton Story | Reina Carlota de Mecklemburgo-Strelitz | 2 episodios                                                           |
| (Fuente: IMDb.com) |                                     |                                        |                                                                       |